# Grafton (Dakota del Norte)
Grafton es una ciudad ubicada en el condado de Walsh en el estado estadounidense de Dakota del Norte. En el censo de 2010 tenía una población de 4284 habitantes y una densidad poblacional de 486,92 personas por km². Se encuentra al noreste del estado, muy cerca de la frontera con Minnesota. 

## Geografía
Grafton se encuentra ubicada en las coordenadas 48°24′53″N 97°24′23″O / 48.41472, -97.40639. Según la Oficina del Censo de los Estados Unidos, Grafton tiene una superficie total de 8.8 km², de la cual 8.8 km² corresponden a tierra firme y (0%) 0 km² es agua.

## Demografía
Según el censo de 2010, había 4284 personas residiendo en Grafton. La densidad de población era de 486,92 hab./km². De los 4284 habitantes, Grafton estaba compuesto por el 89.22% blancos, el 0.35% eran afroamericanos, el 2.82% eran amerindios, el 0.44% eran asiáticos, el 0.09% eran isleños del Pacífico, el 5.42% eran de otras razas y el 1.66% pertenecían a dos o más razas. Del total de la población el 14.05% eran hispanos o latinos de cualquier raza.